# Biskupice (Biskupice-Pulkov)

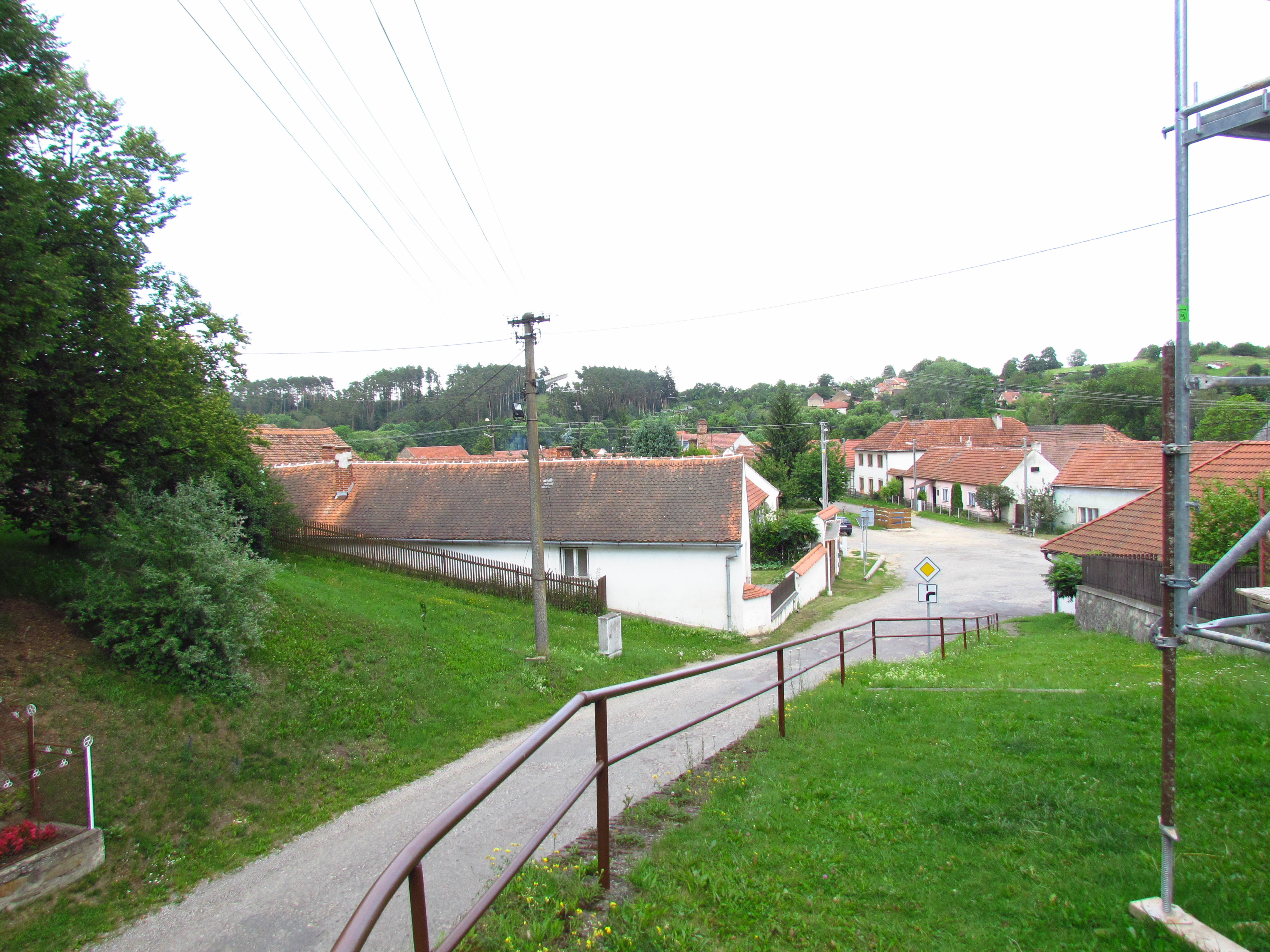
Blick auf Biskupice

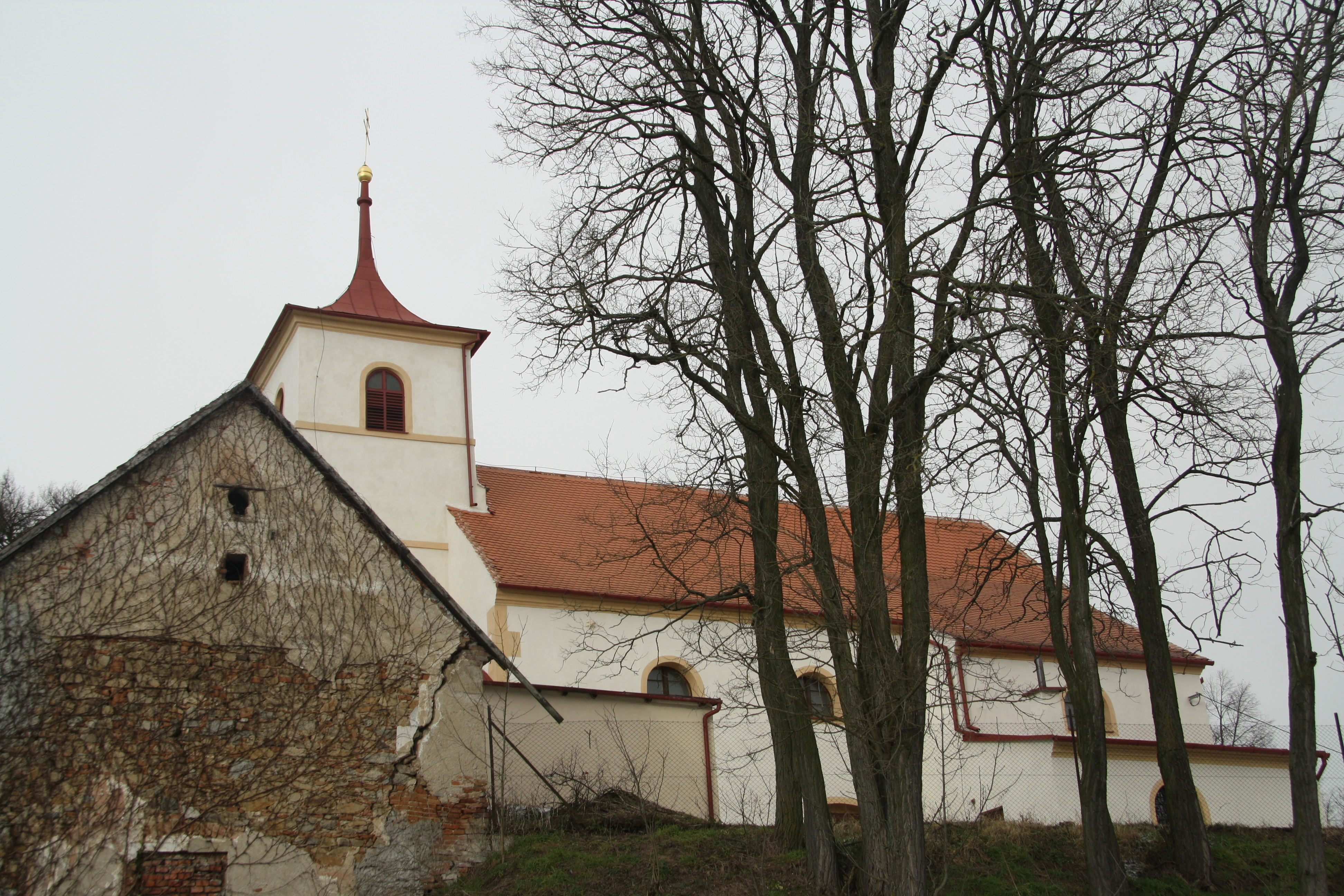
Kirche des hl. Martin

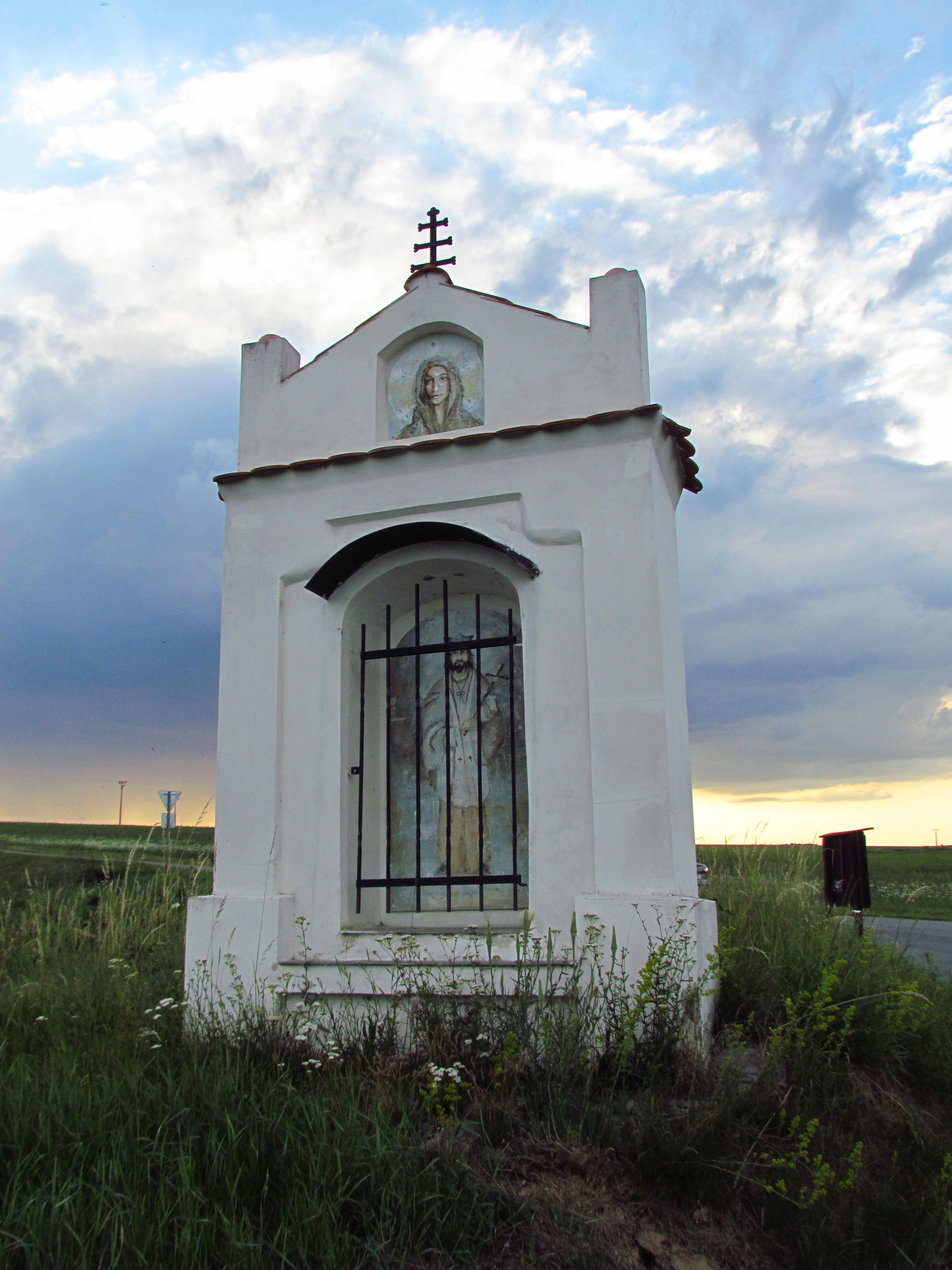
Kapelle des hl. Johannes von Nepomuk

Biskupice (deutsch Biskupitz) ist ein Ortsteil der Gemeinde Biskupice-Pulkov in Tschechien. Er liegt elf Kilometer südöstlich von Jaroměřice nad Rokytnou und gehört zum Okres Třebíč.

## Geographie
Biskupice befindet sich in der Jevišovická pahorkatina (Jaispitzer Hügelland) im Tal der Rokytná. Entlang des Flüsschens erstreckt sich der Naturpark Rokytná. Durch den nördlichen Teil des Dorfes schlängelt sich der Bach Račí potok.
Nördlich erhebt sich der Hradisko (393 m n.m.), im Südosten die Roudnice (428 m n.m.).
Nachbarorte sind Radkovice u Hrotovic im Norden, Litovany, Přešovice und Újezdský Mlýn im Nordosten, Kašparův Mlýn, Vilímův Mlýn, Tavíkovice und Na Dvorku im Osten, Kratochvilka, Františkov und Újezd im Südosten, Slatina, Němčický Dvůr und Střelice im Süden, Peklo und Rozkoš im Südwesten, Pulkovský Mlýn und Pulkov im Westen sowie Příštpo und Radkovice im Nordwesten.

## Geschichte
Archäologische Funde belegen eine Besiedlung der Gegend während der Altsteinzeit, Jungsteinzeit (Linearbandkeramische Kultur), Bronzezeit und Eisenzeit.
Die erste urkundliche Erwähnung des Gutes Biscupici erfolgte im Jahre 1131 unter den Znaimer Propsteigütern. Zu Beginn des 14. Jahrhunderts wurde Biscupicz zu einem bischöflichen Lehngut. 1314 war Jarosch von Biskupitz mit Biscupicz belehnt, ihm folgte von 1318 und 1326 Hermann von Biskupitz. Sitz der Lehnsmänner war eine Feste über dem Dorf.
Die Pfarre entstand im 14. Jahrhundert, sie soll von Bischof Johann Očko von Wlašim gestiftet worden sein. 1398 trat der Pfarrer Georg landtäflich in Erscheinung. Die während der Hussitenkriege entweihte Kirche wurde 1460 durch Bischof Protasch von Boskowitz neu konsekriert.
Im Jahre 1343 besaß der bischöfliche Lehnsmann Herbord von Biskupitz das Gut, um 1351 gehörte es Tobias von Biskupitz, 1376 dem Marquard von Biskupitz, 1398 dem Newhlas von Biskupitz, 1413 dem Martin von Biskupitz, 1536 dem Hynek Jankovsky von Wlaschim und 1547 dem Sigmund Kuna von Kunstadt (belegt 1495–1551). Im Jahre 1555 wurde Friedrich Jankovsky von Wlaschim mit Biskupicze belehnt. Im Jahre 1569 wurde die Feste Biskupicze als wüst bezeichnet. Nachfolgender Besitzer war der böhmische Kanzleisekretär Niclaus Walter von Waltersperg, auf dessen Gesuch Biskupicze am 20. Jänner 1570 durch Kaiser Maximilian II. zum Städtchen erhoben wurde; zugleich erhielt es die Privilegien für zwei Jahrmärkte, die Siegelung mit grünem Wachs sowie ein Wappen. Vor 1590 erwarb Friedrich d. J. Jankovsky von Wlaschim das Gut, 1592 wurde Stanislaw Rogoisky von Rohoznik mit Biskupicze belehnt. Dieser verkaufte das Gut 1613 für 15.000 Mährische Gulden an Wolf Sigmund Jankovsky von Wlaschim, der die Güter Biskupicze und Augezd wenig später an Valentin Pawlowsky von Pawlowic veräußerte. Pawlowsky beteiligte sich 1620 am mährischen Ständeaufstand, der Katholik wurde jedoch nach der Schlacht am Weißen Berg begnadigt. Kurz danach veräußerte er die Güter Augezd und Biskupitz an Johann von Wertemate (Wertemann von Wertema), der im Ort ein Renaissanceschloss erbauen ließ. Nach dessen Tode fielen beide Güter heim. 1658 belehnte das Bistum den kaiserlichen Obristküchenmeister Mathias von Wertemate mit Augezd und Biskupitz.  Als dieser 1667 verstarb, erfolgte ein erneuter Heimfall. Neuer Besitzer wurde Karl Steindl von Plesenet, der das Gut Augezd von Biskupitz abtrennte und an Johann Anton von Terz veräußerte. 1679 veräußerte Salomena von Plesenet das Gut Biskupitz an Zdenek Bohuslav Dubský von Třebomyslice, der ein Jahr später Barbara von Schröfel das Gut Augezd für 8200 Gulden abkaufte. 1701 erbten seine Söhne Ernst Ignaz und Christoph Ludwig beide Güter; das Gut Augezd verkauften sie wenig später an Franz Anton Salawa von Lípa (František Antonín Salava z Lípy). 1729 übernahm Christoph Ludwigs Sohn Zdenek Dubský von Třebomyslice das Gut Biskupitz. Wegen Überschuldung wurde das Gut 1758 zunächst an einen Freiherrn von Weber veräußert, der den Kauf wieder rückgängig machte. Anschließend erwarben die Brüder Johann Karl und Maximilian Dubský von Třebomyslice Biskupitz, sie verkauften das Gut 1761 für 20.000 Gulden an Adam Ignaz von Berchtold. Dieser veräußerte Biskupitz 1771 für 30.000 Rheinische Gulden an Franz Freiherr von Pillersdorf. Dessen ältester Sohn Anton verkaufte Biskupitz am 27. Jänner 1829 für 87.000 Gulden an Franz Graf Daun, der das Gut an Ober-Kaunitz anschloss.  1837 erbte sein Sohn Heinrich Graf von Daun den Besitz. Die Grafen von Daun betrieben hier vor allem Schafzucht.
Im Jahre 1834 umfasste das mit den Allodialgütern Ober-Kaunitz, Skalitz, Allingau, Röschitz, Chlupitz, Kordula und Latein verbundene Lehngut Biskupitz eine Nutzfläche von 1489 Joch 1138 Quadratklafter. Der Markt Biskupitz bzw. Biskupice bestand aus 126 Häusern mit 543 mährischsprachigen Einwohnern. In Biskupitz wurden vier Jahrmärkte abgehalten. Unter dem Patronat des Fürsterzbischofs von Olmütz standen die dem Jaispitzer Dekanat zugeordnete Pfarre, die Kirche St. Martin und die Schule. Im Ort gab es außerdem ein obrigkeitliches Schloss mit einem Meierhof, ein Branntweinhaus, eine Pottaschesiederei und eine Mühle. Der Markt war Sitz eines obrigkeitlichen Forstreviers. Biskupitz war Pfarrort für Unter-Latein, Littowan, Radkowitz, Roskosch und Pulkau. Bis zur Mitte des 19. Jahrhunderts bildete Biskupitz ein Lehngut, Amtsort der vereinigten Güter war der Markt Ober-Kaunitz.
Nach der Aufhebung der Patrimonialherrschaften bildete Biskupice / Biskupitz ab 1849 eine Marktgemeinde im Gerichtsbezirk Hrottowitz. 1868 wurde die Gemeinde Teil des Bezirkes Kromau. Im Jahre 1870 bestand Biskupice einschließlich der Einschichten Kratochvilka und Peklo aus 96 Häusern und hatte 528 Einwohner. 1891 wurde die Freiwillige Feuerwehr gegründet. Zum Ende des 19. Jahrhunderts erfolgten erste archäologische Untersuchungen durch Jaroslav Palliardi und Karel Jaroslav Maška. Mit dem Tode von Ottokar Graf von Daun erlosch das Geschlecht der Grafen von Daun 1904 im Mannesstamme. Auf der Grundlage eines Familienerbvertrages fielen die Güter den vier Kindern aus der Ehe von Bertha von Daun († 1856) und Karl Wilhelm von Haugwitz zu, die sich jedoch nicht über die Aufteilung des Erbes einigen konnten und die Güter zunächst verpachteten. Karl von Haugwitz auf Osová verkaufte das Gut Biskupice an Bohumír Rosenbaum. Im Jahre 1910 gründete Josefa Blažena Vorlová ein Waisenhaus der Raphaelschwestern (Sestry III. řádu sv. Františka pod ochranou sv. Rafaela archanděla). Nach dem Ersten Weltkrieg zerfiel der Vielvölkerstaat Österreich-Ungarn, die Gemeinde wurde 1918 Teil der neu gebildeten Tschechoslowakischen Republik. Im Jahre 1921 lebten in den 108 Häusern von Biskupice 598 Personen. Nach dem Münchner Abkommen verblieb Biskupice 1938 bei der Tschechoslowakei und wurde in den Okres Moravské Budějovice eingegliedert. 1948 wurde das Gut Biskupice verstaatlicht. Das Waisenhaus St. Josef der Raphaelschwestern wurde 1950 im Rahmen der Aktion K gewaltsam aufgelöst. Im Zuge der Aufhebung des Okres Moravské Budějovice wurde Biskupice 1961 dem Okres Třebíč zugeordnet. Am 1. Juli 1965 wurden die Gemeinden Biskupice und Pulkov zur Gemeinde Biskupice-Pulkov zusammengeschlossen. In den Jahren 1972 bis 1973 erfolgte der Abbruch des Schlosses.

## Ortsgliederung
Zum Ortsteil Biskupice gehört die Einschicht Peklo. Der Ortsteil bildet den Katastralbezirk Biskupice u Hrotovic.

## Wirtschaft
In Biskupice ist die Brauerei Gajdoš ansässig.

## Sehenswürdigkeiten
- Kirche des hl. Martin, erbaut im 14. Jahrhundert unter Bischof Jan Volek. Ihre heutige Gestalt erhielt sie beim großen Umbau von 1834. Sie besitzt vier Ältäre; das Altarblatt des Hochaltars einschließlich der Wandbemalung schuf Josef Winterhalder. In der Kirche befinden sich die Grabplatten für den k.k. Dragonerhauptmann Ferdinand Leopold Dubský von Třebomyslice († 1683) und Sidonia Maximiliana Dubská von Třebomyslice, geborene Přepický von Richenburg († 1686).
- Friedhof, ein Empiregrabstein in Form einer Frauenfigur sowie der Gedenkstein für die Opfer der Cholera in Form eines Pinienzapfens sind denkmalgeschützt.
- Schule
- Burgstall Biskupice auf dem langgestreckten bewaldeten Kamm Hradisko nordöstlich über dem Dorf. Die Feste entstand wahrscheinlich zu Beginn des 14. Jahrhunderts als Sitz der Lehnsmänner. Es wird angenommen, dass sie im 15. Jahrhundert zerstört wurde. 1569 wurde sie als wüst bezeichnet. Erhalten sind Reste des Grabens.
- Statue des hl. Johannes von Nepomuk, an der Brücke über die Rokytná
- Nischenkapelle des hl. Johannes von Nepomuk, am Abzweig der Straße nach Pulkov

## Ehemalige Bauwerke
- Schloss Biskupice, der in der Mitte des 17. Jahrhunderts für die Herren von Wertemate errichtete Renaissancebau wurde nach 1904 im neogotischen Stil umgestaltet. Ab 1948 wurde das Gebäude als Sozialfürsorgeeinrichtung genutzt. Unterlassene Instandsetzungsarbeiten führten zum Verfall. Zwischen 1972 und 1973 erfolgte der Abriss.

## Persönlichkeiten
- Hermann von Pillersdorff (1817–1887), Landespräsident von Österreichisch Schlesien und Abgeordneter zum Österreichischen Abgeordnetenhaus